# اچ‌ام‌اس سی۱۹
اچ‌ام‌اس سی۱۹ (به انگلیسی: HMS C19) یک زیردریایی بود که طول آن ۱۴۳ فوت ۲ اینچ (۴۳٫۶۴ متر) بود. این زیردریایی در سال ۱۹۰۹ ساخته شد.